# Okno Overtona

Okno Overtona wraz ze stopniami akceptacji Treviño

Okno Overtona, inaczej okno dyskursu – idea opisująca jak zmienić postrzeganie przez społeczeństwo kwestii, które są społecznie nieakceptowane.
Jej autor, Joseph Overton, były wiceprezes Mackinac Center for Public Policy twierdził, że polityczna żywotność idei zależy tylko od tego, czy mieści się w oknie, a nie od indywidualnych preferencji polityków. Według opisu Overtona, jego okno opisuje szereg zasad uznawanych za politycznie akceptowalne w obecnym stanie opinii publicznej, które polityk może stosować bez ryzyka oskarżeń o zbyt ekstremalne poglądy na piastowanie urzędu publicznego.
Overton opisał spektrum od bardziej do mniej swobodnych, celowo umieszczając je na pionowej osi, aby uniknąć porównań do prawicowych-lewicowych poglądów politycznych. Joshua Treviño stwierdził, że opisywane stopnie społecznej akceptacji to:
- nie do pomyślenia,
- radykalne,
- akceptowalne,
- rozsądne,
- popularne,
- wytyczne.

Okno Overtona opisuje możliwości przeforsowania legalizacji kwestii nieakceptowanych lub zabronionych w danym momencie w danym społeczeństwie. Agitatorzy kwestii spoza okna kształcą społeczeństwo w celu przeniesienia lub rozwinięcia okna o wybraną ideę. Zwolennicy aktualnego stanu prawnego i społecznego starają się przekonać ludzi, że idee spoza okna powinny być uznane za niedopuszczalne.
Po śmierci Overtona badano koncepcję promowania pomysłów poza oknem lub przez „zewnętrzne obramowanie” z zamiarem uzyskania mniej radykalnych pomysłów akceptowanych przez porównanie.